# Chrysotus albihirtipes
Chrysotus albihirtipes är en tvåvingeart som beskrevs av Robinson 1975. Chrysotus albihirtipes ingår i släktet Chrysotus och familjen styltflugor.
Artens utbredningsområde är Dominica. Inga underarter finns listade i Catalogue of Life.